# Quân Cách mạng Campuchia
Quân Cách mạng Campuchia (tiếng Khmer: កងទ័ពបដិវត្តន៍កម្ពុជា, Yangtorp Devotta Kampuchea) là danh xưng chính thức của lực lượng vũ trang thuộc nhà nước Campuchia Dân chủ hay chính thể Khmer Đỏ.

## Lịch sử

### Thành lập
Danh xưng Quân Cách mạng Campuchia xuất hiện từ cuộc nổi dậy của nông dân nổ ra ở huyện Samlot của tỉnh Battambang năm 1967, trên thực tế dùng để chỉ chung các nhóm vũ trang độc lập của Khmer Đỏ, trong đó nổi lên 3 nhóm: Nhóm Đông Bắc do Pol Pot lãnh đạo có căn cứ địa ở vùng dân tộc thiểu số tại Đông Bắc Campuchia, Nhóm Tây Nam do Hu Nim lãnh đạo có căn cứ tại miền Nam và Tây Nam Campuchia trong vùng dãy núi Con Voi và dãy núi Đậu Khấu, Nhóm miền Đông do So Phim lãnh đạo có căn cứ tại miền Đông ở các tỉnh đông dân giữa sông Mekong và biên giới Việt Nam. Trong những năm sau đó, tình trạng bất mãn đối với chính quyền Sihanouk đã đẩy nhiều người dân Campuchia chạy trốn sự đàn áp gia nhập vào các nhóm vũ trang của Khmer Đỏ, làm cho Quân Cách mạng Campuchia nhanh chóng gia tăng về số lượng.

### Liên minh với Sihanouk
Tình hình càng thay đổi thuận lợi sau cuộc đảo chính êm thắm ngày 18 tháng 3, với sự hậu thuẫn của người Mỹ, thủ tướng Lon Nol đã thực hiện truất quyền quốc trưởng Norodom Sihanouk khi ông đang công du ở nước ngoài. Đáp trả, Sihanouk tuyên bố thành lập Mặt trận Đoàn kết dân tộc Campuchia (Front uni national du Kampuchéa – FUNK) và Chính phủ Hoàng gia Đoàn kết dân tộc Campuchia (Gouvernement royal d'union nationale du Kampuchéa – GRUNK), liên minh với tất cả lực lượng đối lập với Lon Nol, trong đó mạnh nhất là lực lượng Khmer Đỏ. Quân Cách mạng Campuchia theo đó được cải tổ thành Quân Giải phóng dân tộc Campuchia (Cambodian People's National Liberation Armed Forces - CPNLAF),, thu nạp thêm các nhóm vũ trang trung thành với Sihanouk. Danh tiếng của Sihanouk ở những vùng nông thôn Campuchia cho phép Khmer Đỏ mở rộng quyền lực và ảnh hưởng tới mức vào năm 1973 trên thực tế họ kiểm soát đa phần lãnh thổ Campuchia, dù chỉ với một phần nhỏ dân số. Nhiều người Campuchia đã giúp Khmer Đỏ chống lại chính phủ Lon Nol nghĩ rằng họ đang chiến đấu cho sự trở lại của Sihanouk. Chính CPNLAF đã hoàn thành cuộc chinh phạt Phnôm Pênh, đánh đổ chính quyền Cộng hòa Khmer vào tháng 4 năm 1975, nắm quyền kiểm soát toàn bộ đất nước Campuchia.

### Thanh trừng và gây hấn với Việt Nam
Tuy nhiên, ngay từ trước đó, Khmer Đỏ đã thực hiện nhiều cuộc thanh trừng để loại dần các ảnh hưởng của Sihanouk đối với CPNLAF. Kể từ năm 1972, sau chuyến thăm Trung Quốc của Richard Nixon, nhóm Pol Pot được Trung Quốc gia tăng hậu thuẫn, từng bước thâu tóm quyền lực lãnh đạo độc tôn Đảng Cộng sản Kampuchea (CPK).
Ngay khi kiểm soát được đất nước Campuchia, Khmer Đỏ lập tức thực hiện những cuộc xử tử các cựu sĩ quan Quân đội Quốc gia Khmer (FANK) và gia đình của họ, mà không cần xét xử hay phô trương để loại bỏ kẻ thù tiềm tàng. Bên cạnh đó, các lãnh đạo Khmer Đỏ còn thực hiện đại thanh trừng nội bộ, không những loại trừ những tàn dư của Sihanouk, mà còn loại trừ những mầm mống bất đồng nhằm tập trung quyền lực lãnh đạo tối cao. CPNLAF được cải tổ một lần nữa theo hướng chính quy thành một quân đội quốc gia. Khoảng năm 1976, CPNLAF lấy lại tên cũ Quân Cách mạng Campuchia, nhưng lần này với tư cách là một đội quân quốc gia thống nhất của nhà nước Campuchia Dân chủ. Lực lượng Không quân của Quân Cách mạng Campuchia được thành lập vào năm 1977.

Biểu tượng Không quân Cách mạng Campuchia.

Ngay từ năm 1975, Khmer Đỏ đã thực hiện nhiều vụ tấn công qua biên giới Việt Nam, đốt phá, cướp bóc và tàn sát dân thường. Phía Việt Nam phản ứng ít nhiều kềm chế, chỉ phản công đánh lùi các lực lượng Quân Cách mạng Campuchia qua biên giới. Để đảm bảo tập trung nguồn lực để tấn công Việt Nam, Khmer Đỏ do Pol Pot lãnh đạo, một lần nữa thực hiện một cuộc Đại thanh trừng. Nhiều cán bộ Khmer Đỏ được cho là thân Việt Nam đều bị xử tử. Chỉ một số ít đào thoát được như Heng Samrin, Hun Sen... về sau trở thành những lãnh đạo của Cộng hòa Nhân dân Campuchia.

### Cuộc chiến chóng vánh
Tuy nhiên, cuộc chiến chống Việt Nam là một thảm bại. Trước những động thái trở mặt công kích của Khmer Đỏ từ năm 1972, các nhà lãnh đạo Việt Nam đã sớm có biện pháp đề phòng. Từ năm 1975 đến 1978, một mặt phía Việt Nam phản ứng một cách kềm chế, mặt khác chuẩn bị cho cuộc chiến tranh ở phía Tây Nam mà họ biết chắc là không thể tránh khỏi. Cuối năm 1978, Mặt trận Đoàn kết dân tộc cứu nước Campuchia (Front Uni National pour le Salut du Kampuchéa - FUNSK) được thành lập trên cơ sở những chỉ huy, binh lính Khmer Đỏ và những người Campuchia lưu vong trên thí ất Việt Nam. Với danh nghĩa của FUNSK, Việt Nam đã thành lập lực lượng Quân tình nguyện để cứu đất nước Campuchia thoát khỏi nạn diệt chủng của Khmer Đỏ. Trên thực tế, lực lượng Quân tình nguyện đều là những binh đoàn chính quy hùng hậu, dày dạn kinh nghiệm trải qua 2 cuộc chiến tranh với những đối thủ hùng mạnh nhất. Chỉ trong vòng 2 tuần lễ, quân Việt Nam đã đánh tan tất cả lực lượng chủ lực của Khmer Đỏ, tiến chiếm thủ đô Phnôm Pênh, thành lập chính quyền Cộng hòa Nhân dân Campuchia.

### Liên minh giữa những kẻ cựu thù
Trước sức tấn công vũ bão của quân Việt Nam, lực lượng Khmer Đỏ nhanh chóng tan rã. Đại bộ phận tàn quân rút về khu vực biên giới Thái Lan lập căn cứ lâu dài, kiểm soát khu vực biên giới trong thập kỷ kế tiếp. Một số nhóm nhỏ lẩn khuất đánh du kích quấy rối. Cuối năm 1979, Khmer Đỏ cho cải tổ các nhóm vũ trang thành Quốc dân quân Campuchia Dân chủ trên cơ sở những gì còn lại của Quân Cách mạng Campuchia. Mặc dù vậy, sự yếu kém của chính quyền Cộng hòa Nhân dân Campuchia dẫn đến sự phụ thuộc hoàn toàn vào Việt Nam, một đất nước cũng vừa ra khỏi 2 cuộc chiến lớn, lại lâm vào 2 cuộc chiến biên giới, nền kinh tế bị hủy hoại.
Việc Việt Nam tham chiến tiêu diệt Khmer Đỏ dẫn đến tác động lớn đến các quốc gia thù địch. Trung Quốc, Hoa Kỳ và các quốc gia ASEAN hỗ trợ việc thành lập chính phủ Campuchia lưu vong và các hoạt động quân sự Liên minh chính phủ Kampuchea Dân chủ bao gồm Khmer Đỏ, KPNLF và lực lượng bảo hoàng ANS. Mặc dù vậy, chỉ có Khmer Đỏ có lực lượng quân sự mạnh nhất trong liên minh ba phe, giữ vai trò chính trong công cuộc chống lại chính phủ Phnôm Pênh thân Việt Nam, dằng dai trong 10 năm trời. Trong những năm đó, Khmer Đỏ vẫn được sự tiếp sức của các quốc gia thù địch với Việt Nam như Trung Quốc, Mỹ, Thái Lan... nhưng chỉ đủ sức cầm cự, không thể phục hồi sức mạnh như trước. Lúc cực điểm, Khmer Đỏ kiểm soát khoảng 20% lãnh thổ Campuchia, nhưng chỉ kiểm soát được khoảng 5% dân số, so với chính quyền Phnôm Pênh.

### Tan rã
Với sự yểm trợ toàn diện của Việt Nam, chính quyền Cộng hòa Nhân dân Campuchia dần dần nắm được quyền kiểm soát đất nước. Họ cũng chủ động tìm các biện pháp cô lập Khmer Đỏ, bao gồm cả hòa giải với các phe phái khác lưu vong như Khmer Vàng (bảo hoàng), Khmer Xanh (cộng hòa), Khmer Trắng (trung lập)... Năm 1989, Việt Nam rút quân khỏi Campuchia sau khi tạo điều kiện cho chính phủ Phnôm Pênh củng cố và tăng cường thực lực quân sự. Những cuộc đàm phán tìm kiếm hòa bình cho đất nước Campuchia đã đưa đến kết quả hình thành một chính phủ liên hiệp của một quốc gia quân chủ lập hiến, đa đảng, tự do.
Với lập trường cực đoan, Khmer Đỏ dần trở nên bị cô lập. Mặc dù vẫn tiến hành các hoạt động quân sự trở lại, tẩy chay bầu cử, và tuyên bố không chấp nhận kết quả bầu cử, nhưng giờ đây Khmer Đỏ phải chống lại chính phủ liên hiệp mới tại Campuchia, bao gồm những người cộng sản được Việt Nam hỗ trợ khi trước (lãnh đạo bởi Hun Sen) cũng như các đồng minh cũ của Khmer Đỏ gồm những lực lượng phi-cộng sản và bảo hoàng (như hoàng thân Norodom Ranariddh). Mất đi viện trợ lương thực, hàng hóa, bị buộc phải tự cung tự cấp, phải rời các khu trại tị nạn vốn được quốc tế viện trợ thuốc men, thực phẩm, tinh thần dân chúng trong các khu vực Khmer Đỏ kiểm soát giảm sút. Sau cái chết của Pol Pot vào tháng 4 năm 1998, Khmer Đỏ chỉ còn hoạt động lay lắt. Đến cuối năm 1999, những chỉ huy và binh sĩ Khmer Đỏ cuối cùng ra hàng quân chính phủ.

## Tổ chức
Do đặc điểm hình thành, các nhóm vũ trang Khmer Đỏ đều mang tính chất riêng biệt và hoạt động ít nhiều tự chủ trong các khu vực khác nhau. Các đơn vị Khmer Đỏ được chỉ huy bởi các bí thư khu vực, những người đồng thời là cán bộ đảng và chỉ huy quân đội, một số người được cho là có "đặc điểm quân phiệt". Các toán quân của một khu vực thường xuyên được gửi đến một khu vực khác để thi hành chỉnh huấn. Những nỗ lực chỉnh huấn các bí thư khu vực và cán bộ bất đồng chính kiến hoặc yếu kém ý thức hệ của họ đã làm nảy sinh các cuộc thanh trừng nhằm suy yếu hàng ngũ RAK, gây sa sút tinh thần của đội quân chiến thắng và tạo ra hạt giống của cuộc nổi loạn. Bằng cách này, Khmer Đỏ đã sử dụng RAK để duy trì và thúc đẩy chiến dịch bạo lực của mình.
Trong suốt giai đoạn tồn tại, RAK đặt dưới quyền lãnh đạo tối cao của Pol Pot và sau đó là Son Sen. Vào thời kỳ cao điểm, RAK có 230 tiểu đoàn trong 35 đến 40 trung đoàn và trong 12 đến 14 lữ đoàn. Cơ cấu chỉ huy trong các đơn vị dựa trên các ủy ban gồm ba người, trong đó ủy viên chính trị xếp hạng cao hơn chỉ huy quân sự và cấp phó.
Về địa bàn, RAK chia Campuchia được chia thành các quân khu mà ranh giới thay đổi ít nhiều qua các năm.
Mặc dù hình thành lực lượng Không quân và các đơn vị hải quân, nhưng do tác động tiêu cực của các cuộc thanh trừng, dẫn đến việc thiếu hẳn các nhân sự có trình độ cao để vận hành các khí tài kỹ thuật cao. Vì vậy, khi cuộc chiến tranh với Việt Nam nổ ra, các đơn vị không quân và hải quân, trên thực tế phải chiến đấu như các đơn vị bộ binh.

## Trang thiết bị

### Xe cơ giới
| Loại xe                | Xuất xứ    | Số lượng       | Biến thể             | Ghi chú                                                                                           |
| ---------------------- | ---------- | -------------- | -------------------- | ------------------------------------------------------------------------------------------------- |
| PT-76                  | Liên Xô    | không xác định |                      | Hỗ trợ từ Liên Xô trong chiến tranh Việt Nam                                                      |
| T-63                   | Trung Quốc | không xác định |                      | Hỗ trợ từ Trung Quốc trong chiến tranh Việt Nam                                                   |
| T-55                   | Liên Xô    | không xác định | T-55 / T-54          | Hỗ trợ từ Liên Xô trong chiến tranh Việt Nam                                                      |
| T-59                   | Trung Quốc | không xác định | Biến thể T-55 / T-54 | Hỗ trợ từ Trung Quốc trong chiến tranh Việt Nam                                                   |
| T-62                   | Trung Quốc | không xác định |                      | Hỗ trợ từ Trung Quốc trong chiến tranh Việt Nam                                                   |
| M48                    | Hoa Kỳ     | không xác định |                      | Chiến lợi phẩm từ Quân đội Quốc gia Khmer và Quân lực Việt Nam Cộng hòa trong Nội chiến Campuchia |
| M41                    | Hoa Kỳ     | không xác định |                      | Chiến lợi phẩm từ Quân đội Quốc gia Khmer và Quân lực Việt Nam Cộng hòa trong Nội chiến Campuchia |
| AMX-13                 | Pháp       | không xác định |                      | Chiến lợi phẩm từ Quân đội Quốc gia Khmer và Quân lực Việt Nam Cộng hòa trong Nội chiến Campuchia |
| M113                   | Hoa Kỳ     | không xác định |                      | Chiến lợi phẩm từ Quân đội Quốc gia Khmer và Quân lực Việt Nam Cộng hòa trong Nội chiến Campuchia |
| K-63 APC               | Trung Quốc | không xác định |                      | Hỗ trợ từ Trung Quốc trong chiến tranh Việt Nam                                                   |
| BTR-50                 | Liên Xô    | không xác định |                      | Hỗ trợ từ Liên Xô trong chiến tranh Việt Nam                                                      |
| BTR-40                 | Liên Xô    | không xác định |                      |                                                                                                   |
| BTR-152                | Liên Xô    | không xác định |                      | Hỗ trợ từ Liên Xô trong chiến tranh Việt Nam, một số là chiến lợi phẩm từ Quân đội Quốc gia Khmer |
| Cadillac Gage Commando | Hoa Kỳ     | không xác định |                      | Chiến lợi phẩm từ Quân đội Quốc gia Khmer và Quân lực Việt Nam Cộng hòa trong Nội chiến Campuchia |
| Panhard AML            | Pháp       | không xác định |                      | Chiến lợi phẩm từ Quân đội Quốc gia Khmer và Quân lực Việt Nam Cộng hòa trong Nội chiến Campuchia |

### Không quân
| Loại máy bay | Xuất xứ    | Số lượng | Biến thể | Ghi chú                                |
| ------------ | ---------- | -------- | -------- | -------------------------------------- |
| MiG-17       | taiwan     | 4        |          |                                        |
| J-6          | Trung Quốc | 16       |          | Chỉ có 6 chiếc đang lắp ráp            |
| T-28         | Hoa Kỳ     | 22       |          | 5 bị phá hủy trong sự Sự kiện Mayaguez |
| GY-80        | Hoa Kỳ     | 4        |          |                                        |
| T-37B        | Hoa Kỳ     | 24       |          |                                        |
| C-123        | Hoa Kỳ     | 7        |          |                                        |
| UH-1H / 1G   | Hoa Kỳ     | 20       |          |                                        |
| C-47         | Hoa Kỳ     | 14       |          |                                        |
| AC-47        | Hoa Kỳ     | 6        |          |                                        |